# Mathilde de Toscane
Pour les articles homonymes, voir Canossa (homonymie).
Mathilde de Toscane, aussi appelée comtesse Mathilde ou Mathilde de Canossa et parfois Mathilde de Briey, née en 1045 ou 1046 à Mantoue et morte le 24 juillet 1115 à Bondeno di Roncore, est une princesse qui a joué un rôle très important pendant la querelle des Investitures lorsqu'elle accueillit le pape Grégoire VII, que l'empereur germanique Henri IV menaçait de déposer.

## Biographie

### Origines et mariage
Mathilde est la fille de Boniface III, marquis de Toscane, et de Béatrice de Bar, fille de Frédéric II, duc de Haute-Lotharingie, et de Mathilde de Souabe. Elle naît vers 1045-1046 et son prénom est un hommage à sa grand-mère maternelle.
Son enfance est troublée par le meurtre de son père Boniface III († 1052) au cours d'une chasse et les morts mystérieuses de sa sœur aînée Béatrice († 1053) et de son frère Boniface IV († 1055). Mathilde demeure la seule héritière de sa famille et détient des possessions à la fois en Italie — avec en particulier le château de Canossa et le marquisat de Toscane, et une partie de la Lombardie avec Modène, Reggio, Mantoue, Ferrare, Crémone — et en Lorraine, avec le comté de Briey.
En 1054, sa mère épouse en secondes noces son cousin Godefroid II de Basse-Lotharingie († 1069). Cette union entre les maisons de Toscane et de Lorraine est réalisée sans l'approbation de l'empereur Henri III qui les considère pourtant comme ses vassales. Lors de sa descente en Italie de 1055, pendant que Godefroid II réussit à s'enfuir et se réfugie en Lorraine, Henri III entre en Toscane et emmène Béatrice et ses enfants avec lui en Allemagne. Mathilde et sa mère sont retenues à la cour impériale de Spire. Les deux princesses ne sont libérées qu'après la mort de l'empereur en 1056. En février 1057, Béatrice et Godefroid le Barbu retournent en Toscane. Ils accompagnent le pape Victor II, qui vient de célébrer les funérailles de l'empereur. Godefroid II obtient alors une fonction dévolue traditionnellement à la dynastie de Canossa, celle de paparum ducatus. Il fait ensuite élire comme pape son propre frère Étienne IX, préparant peut-être ainsi son élection comme « roi d'Italie ». Mais, après la disparition de ce dernier, malgré les intrigues entre Godefroid II et les Normands, l'empereur étant trop jeune pour intervenir, les Romains s'empressent d'élire leur propre candidat, Benoît X.
Avant la mort de son beau-père en 1069, Mathilde épouse le fils né de la première union de ce dernier : Godefroid III le Bossu († 1076), qui devient lui aussi duc de Basse-Lorraine. Une fille nommée Béatrice naît de ce mariage, mais elle meurt dès janvier 1071. Mathilde réside en Basse-Lotharingie, mais les relations avec son époux, qui se rapproche du parti impérial, se dégradent. Elle retourne auprès de sa mère en Italie dès janvier 1072.

### La querelle des Investitures

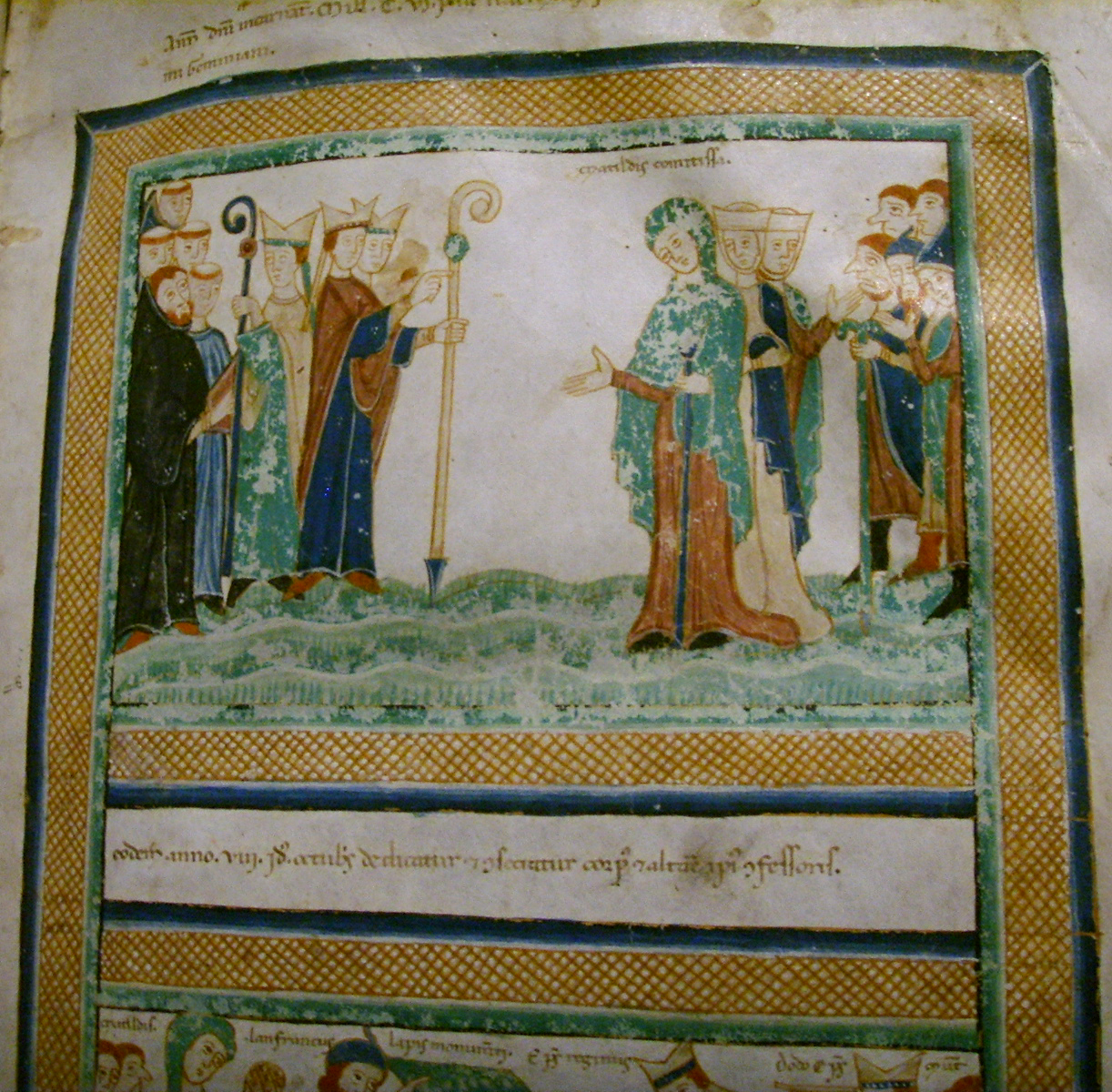
Mathilde de Toscane allant à la rencontre de l'évêque, archives capitulaires, relatio de innovatione ecclesiae sancti Geminiani, ms. O.II .11, début du XIIe siècle.

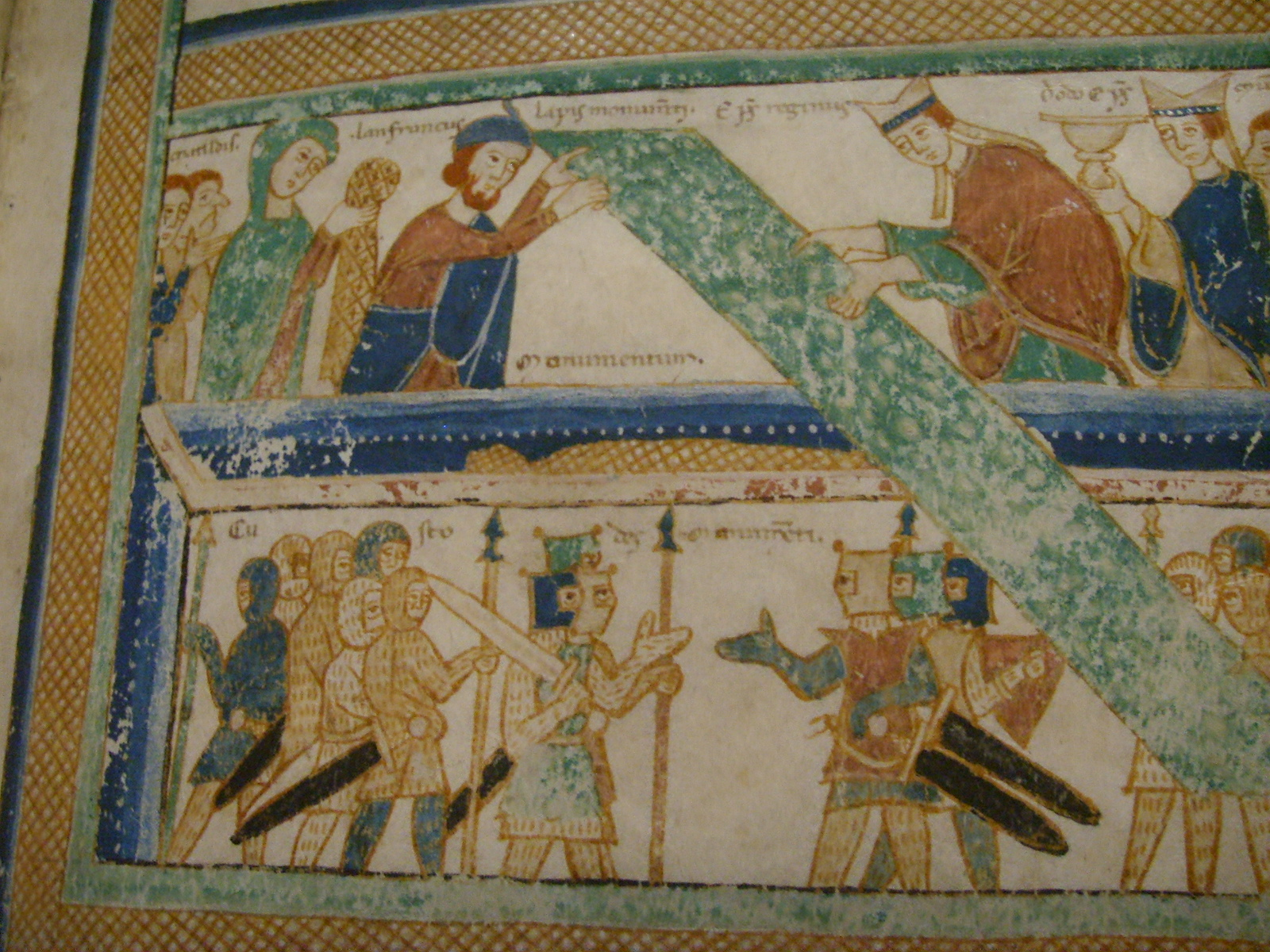
Mathilde de Toscane, dans Relatio de innovatione ecclesiae sancti Geminiani, Modène, archives capitulaires, ms. O.II .11, début du XIIe siècle.

En 1073, le moine Hildebrand, conseiller des papes depuis le pontificat de Léon IX, et qui entend purifier les mœurs du clergé, est lui-même élu sous le nom de Grégoire VII. Il active vigoureusement ce que l'on appellera la réforme grégorienne. Béatrice et sa fille Mathilde, « dévote, riche, puissante », s'attachent immédiatement à son parti et lui apportent leur total soutien. Après une dernière tentative de réconciliation avec son époux, Mathilde se sépare définitivement de ce dernier. En 1076, sa mère meurt et Godefroid le Bossu est assassiné à Flardingue. Restée seule, Mathilde, dûment conseillée par l'évêque Anselme de Lucques qui est son directeur de conscience, met toute son énergie et ses moyens très importants au service de l'Église.
Pendant la querelle des Investitures, Mathilde soutient très fermement le parti du pape (les guelfes). Le 25 janvier 1077, c'est dans la cour du château de Canossa que l'empereur Henri IV « fit amende honorable » lors d'une rencontre avec le pape Grégoire VII : c'est l'origine de l'expression « aller à Canossa ». Après la mort de Grégoire VII, Mathilde soutient son successeur Victor III, réfugié au mont Cassin, contre l'antipape impérial Clément III. Après la mort du pape, une quarantaine d'évêques et d'abbés, réunis sous la protection des milices de Mathilde, élisent l'évêque d'Ostie, sous le nom d'Urbain II, pour lui succéder. C'est un Français, proche comme elle d'Hugues de Cluny.
En 1089, à l'incitation du nouveau pape, Mathilde accepte de se remarier à 43 ans avec Welf II, un jeune garçon de 17 ans. Il s'agit d'une union politique destinée à renforcer les liens entre le pape et les Welfs, eux aussi en conflit avec l'empereur Henri IV. Sous l'influence de Mathilde, Conrad, le second fils d'Henri IV, couronné roi des Romains dès 1087, se rallie au camp du pape et s'oppose à son père. L'archevêque de Milan le couronne roi d'Italie en 1093. Le pape Urbain II négocie son mariage avec une fille de Roger Ier d'Hauteville, comte de Sicile, en 1095. Cette même année, Mathilde et Welf se séparent. Conrad, déshérité par son père, meurt à Florence en 1101. Son frère cadet Henri, roi des Romains depuis 1098, se révolte à son tour contre son père en 1104, et rejoint le parti du nouveau pape Pascal II, successeur d'Urbain II. Par une donation de 1077 solennellement renouvelée en 1102, Mathilde avait cédé après sa mort l'ensemble de ses États au Saint-Siège, bien qu'une partie d'entre eux, la Toscane notamment, relevât de la suzeraineté impériale. Cet acte est à l'origine d'un conflit d'un siècle entre le pape et les empereurs.
En 1110, Henri, devenu l'empereur Henri V, effectue une descente en Italie. Novare, qui refuse d'accueillir ses troupes, est châtiée, et Mathilde reste sans réaction. Elle se déplace même à la diète impériale de Roncaglia pour rencontrer l'empereur. La comtesse Mathilde meurt à Bondeno di Roncore, le 24 juillet 1115. Elle est inhumée, selon ses souhaits, dans l'église abbatiale Saint-Benoît de Polirone, où son corps repose jusqu'en 1632, lorsqu'il est cédé par l'abbé Andreasi au pape Urbain VIII qui le fait transférer dans un somptueux monument édifié dans la basilique Saint-Pierre, au Vatican, par Gian Lorenzo Bernini.

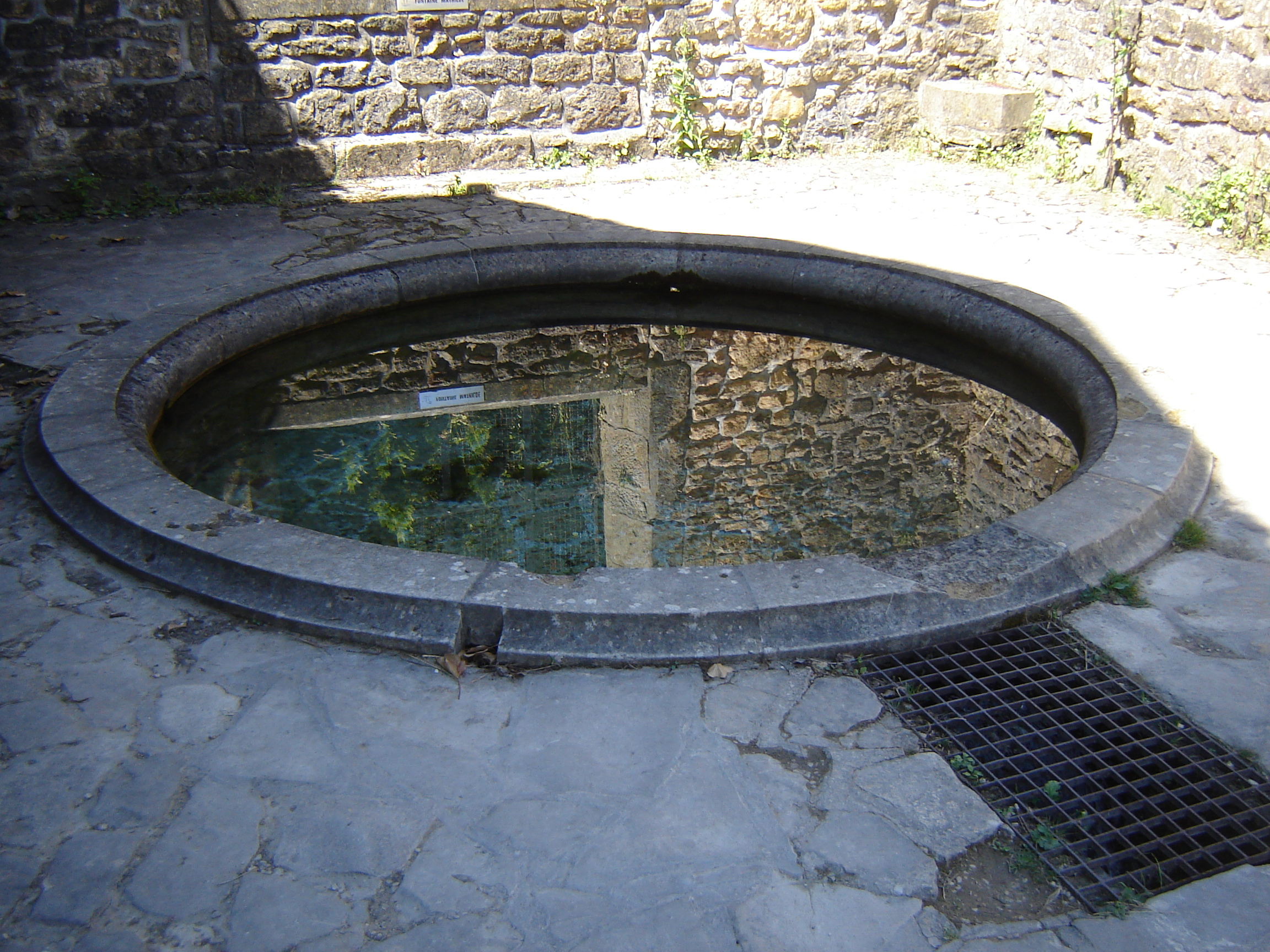
La « fontaine Mathilde », à l'abbaye d'Orval.

### Comtesse de Briey
Comtesse de Briey, Mathilde est la fondatrice de l'abbaye Notre-Dame d'Orval. Il existe à ce propos une histoire ou légende à l'origine du blason de l'abbaye, devenu symbole de la bière d'Orval : une truite avec un anneau dans la bouche. Mathilde plongeant la main dans une source jaillissante, son anneau nuptial lui glissa du doigt. Une truite apparut à la surface de l'eau et rendit l'anneau à la comtesse. Elle s'écria : « Voici l'anneau d'or que je cherchais ! Heureuse vallée qui me l'a rendu ! Désormais et pour toujours, je voudrais qu'on l'appelle Val d'or ».

## Vita Mathildis
Sa vie a été écrite par l'abbé de l'abbaye bénédictine Saint-Apollinaire de Canossa au début du XIIe siècle, sous forme de poèmes hexamètres en latin, la Vita Mathildis, dont le manuscrit original est conservé à la Bibliothèque apostolique vaticane.